# José Manuel Maestre
José Manuel Maestre Rodríguez, nacido el 3 de julio de 1976 en Madrid, es un ciclista español que fue profesional de 2001 a 2003. Destacan sus victorias de etapa en la Volta a Cataluña y en la Vuelta a Asturias.

## Palmarés
2002
- 1 etapa de la Volta a Cataluña

2003
- 1 etapa de la Vuelta a Asturias

## Resultados en Grandes Vueltas y Campeonatos del Mundo
Durante su carrera deportiva ha conseguido los siguientes puestos en las Grandes Vueltas y en los Campeonatos del Mundo en carretera:
| Carrera         | 2001 | 2002  | 2003  |
| --------------- | ---- | ----- | ----- |
| Giro de Italia  | -    | -     | -     |
| Tour de Francia | -    | -     | -     |
| Vuelta a España | -    | 111.º | 159.º |
| Mundial en Ruta | -    | -     | -     |

-: no participa

Ab.: abandono